# Pseudoceto
Pseudoceto is een geslacht van spinnen uit de familie van de Spoorspinnen (Miturgidae).

## Soorten
- Pseudoceto pickeli Mello-Leitão, 1929